# Xavier de France
Titre
Duc d'Aquitaine
8 septembre 1753 – 22 février 1754
Xavier Marie Joseph de France, né le 8 septembre 1753 à Versailles et mort le 22 février 1754, était un prince de sang royal français de la dynastie des Bourbons.
Quatrième enfant et deuxième fils du dauphin Louis et troisième enfant et deuxième fils de Marie-Josèphe de Saxe (et ainsi le deuxième fils du couple), Xavier de France était donc un frère aîné des futurs rois Louis XVI, Louis XVIII et Charles X.
Il avait été décidé, avant sa naissance, de prénommer l’enfant Xavier, en référence à Saint François Xavier, « protecteur » de la Maison de Saxe.
Quant à son titre, l’usage aurait voulu que le second fils du dauphin soit fait Duc d’Anjou. Cependant, les fils cadets de Louis XIV et de Louis XV, qui avaient porté ce titre, étaient morts en bas âge. Le roi est donc déterminé à choisir un autre titre pour son petit-fils : on s’arrête sur celui de Duc d’Aquitaine, qui n’a jamais été porté par un membre de la famille des Bourbons. Son origine est quasi-royale puisque les derniers ducs d’Aquitaine étaient les rois d’Angleterre, issus de la dynastie des Plantagenêts, au XIVe siècle.
A sa naissance, le duc d’Aquitaine est seulement ondoyé par le Cardinal de Soubise, Grand Aumônier de France. L’accouchement de la dauphine est suivi de festivités. Tandis que Marie-Josèphe retourne à ses devoirs, le nouveau-né est mis sous la protection de sa gouvernante, la duchesse de Tallard (née Marie-Isabelle de Rohan), dame d’honneur de la reine, qui s’occupe également du duc de Bourgogne et de la princesse Marie-Zéphyrine, les deux aînés de la famille et les enfants du Dauphin (frère et sœur de Xavier).
Marie-Maximilienne de Silvestre, lectrice de la dauphine, a laissé dans ses lettres à Maurice de Saxe (oncle de Marie-Josèphe) de précieuses informations concernant le petit duc d’Aquitaine : 

« L'enfant n'est pas aussi robuste que le Duc de Bourgogne, mais ses os sont plus petits, il est potelé, beau et plein de vie 
(13 septembre 1753). »

Le petit prince reçoit la visite de son trisaïeul, Stanislas Leszczynski (le père de la reine Marie Leszczynska), qui quitte sa Lorraine pour rendre visite à ses arrière petits-enfants.
Et pendant les cinq mois de sa courte vie, il était troisième dans l'ordre de succession au trône de France, après son père et son frère aîné, Louis Joseph, duc de Bourgogne.
Visiblement de santé fragile comparé à ses aînés, le duc d’Aquitaine tombe malade au début du mois février 1754, à cause de « trop de dents qui cherchaient à percer à la fois ». Mademoiselle de Silvestre note le 17 février que le prince a de la fièvre et que « l’on ne doute plus que ce soient quatre dents prêtent à percer, ce qui est bien violent pour un enfant de cinq mois ». Malgré les efforts des médecins et du chirurgien dentiste du roi, l’état du duc d’Aquitaine s’aggrave. Inquiets, le dauphin et la dauphine ne paraissent pas aux divertissements qui sont alors donnés. En proie à des convulsions, il semble que le duc d’Aquitaine soit victime de la coqueluche, maladie qui touche principalement les enfants de faible constitution. Le 21 février, le prince est baptisé en hâte et reçoit les prénoms de Xavier-Marie Joseph, selon les vœux de ses parents (le prénom choisi à sa naissance, suivi de ceux des parents du Christ, l’enfant étant né le jour de la nativité de la Vierge).
Le baptême fut célébré à la paroisse Notre-Dame de Versailles, avec pour parrain Louis Charles de La Mothe-Houdancourt et pour marraine Marie-Louise-Geneviève de Rohan.
Il meurt d'une coqueluche le 22 février 1754, âgé de cinq mois et six mois avant la naissance de son petit frère, le futur Louis XVI. Son corps quitte Versailles le soir même pour les Tuileries. Le 25 février, le petit Xavier de France est inhumé à Saint-Denis tandis que son cœur est porté au Val-de-Grâce. En raison du jeune âge du duc d’Aquitaine, la cour ne prend pas le deuil et les divertissements reprennent sitôt après ses funérailles. L’enfant, dont la naissance avait été célébrée avec faste, est vite oublié par la cour : 

« Quelques heures, une larme à peine, et l’on y songea plus »

Cependant, Louis XV écrit à son beau-père Stanislas Leszczynski : 

« La plus grande consolation que je puisse avoir dans la vive douleur que me cause la mort du duc d’Aquitaine, mon petit-fils, est que je suis persuadé que vous voudrez bien y prendre part »

Son seul portrait, réalisé après sa mort par François Latinville, a désormais disparu.